# Темешень (Сату-Маре)
Темешень, Темешені (рум. Tămășeni) — село у повіті Сату-Маре в Румунії. Входить до складу комуни Бетарч.
Село розташоване на відстані 458 км на північний захід від Бухареста, 31 км на північний схід від Сату-Маре, 142 км на північ від Клуж-Напоки.

## Населення
За даними перепису населення 2002 року у селі проживали 468 осіб.
Національний склад населення села:
| Національність | Кількість осіб | Відсоток |
| -------------- | -------------- | -------- |
| угорці         | 395            | 84,4%    |
| румуни         | 73             | 15,6%    |

Рідною мовою назвали:
| Мова      | Кількість осіб | Відсоток |
| --------- | -------------- | -------- |
| угорська  | 398            | 85,0%    |
| румунська | 70             | 15,0%    |